# Чаробни брег
Чаробни брег је роман Томаса Мана и једно од најпознатијих и најутицајнијих дела немачке књижевности у 20. веку. Иако није изричито наведен, овај роман је имао велики утицај на то да Томас Ман 1929. године добије Нобелову награду за књижевност.

## Радња
Радња је смештена у санаторијум Бергхоф, покрај Давоса у Швајцарској, у деценији која претходи Првом светском рату. Радња романа прати боравак главног јунака Ханса Касторпа у санаторијуму, који од краткотрајне посете болесном рођаку постаје дуготрајно лечење. Неке од главних карактеристика романа су алегорије и лајтмотиви, тако да ликови (попут песника Сетембринија и језуита Нафте) пре свега симболизују одређене филозофске правце или политичке покрете. Читава атмосфера санаторијума, са својом маестрално дочараним спорим, али неумитним протоком времена заправо осликава атмосферу Европе пред велики рат, чијим се избијањем роман и завршава. 